# Inversio vaginae
Als Inversio vaginae wird in der Medizin eine akute Ausstülpung der Vagina bezeichnet. Diese erfolgt in seltenen Fällen als Komplikation während der Geburt, meistens in Verbindung mit einer gleichzeitigen Ausstülpung der Gebärmutter (Inversio uteri). In der Tiermedizin wird der Begriff dagegen für leichte Formen des Scheidenvorfalls verwendet, bei denen sich die Scheide in ihr Lumen einstülpt, ohne aus der Vulva hervorzutreten.
Eine häufige Ursache ist die fehlende Intervention während der Nachgeburtsperiode.

## Belege
1. 1 2 3  Stichwort „Inversio vaginae“ in Pschyrembel Wörterbuch Sexualität. Walter de Gruyter, Berlin 2006; Seite 247. ISBN 3-11-016965-7.
2. ↑  Eberhard Grunert: Fertilitätsstörungen beim weiblichen Rind. Georg Thieme Verlag, 3. Aufl. 1999, ISBN 978-3-8263-3150-3, S. 217–232.